# 137 Meliboea
137 Meliboea eller 1958 UE är en asteroid upptäckt 21 april 1874 av den österrikiske astronomen Johann Palisa i Pula, Kroatien. Asteroiden har fått sitt namn efter någon av dem som bär namnet Meliboea inom grekisk mytologi.
Den tillhör och har givit namn åt asteroidgruppen Meliboea.